# Jacinta
Jacinta (selten auch Jacinda) ist ein weiblicher Vorname.

## Herkunft und Bedeutung
Der Name ist die weibliche portugiesische und spanische Form von Hyacinthus. Dieser Name wiederum ist die latinisierte Form des griechischen Names Υακινθος (Hyakinthos), welcher aus der griechischen Mythologie abgeleitet und Namensgeber der Pflanze Hyazinthe ist.
Andere Varianten sind Jacintha (NL), Jacinda und Jasinta (D, NL). Für männliche Varianten siehe Hyazinth (Vorname).

## Bekannte Namensträgerinnen
- Jacinta Abucau Pereira (* 1973), osttimoresische Politikerin
- Jacinda Ardern (* 1980), neuseeländische Politikerin
- Jacinda Barrett (* 1972), australische Schauspielerin und ehemaliges Model
- Jacinta Beecher (* 1998), australische Leichtathletin (Sprint)
- Jacinta Paula Bernardo, osttimoresische Beamtin und Menschenrechtlerin
- Jacinta Correia da Costa, osttimoresische Juristin
- Jacinta Kerketta (* 1983), indische Journalistin und Lyrikerin
- Jacinta van Lint (* 1978), australische Schwimmerin
- Jacinta Marto (1910–1920), portugiesische Heilige
- Jacinta Nandi (* 1980), britische Autorin, Bloggerin und Kolumnistin
- Jacinta Abucau Pereira (* 1973), Politikerin aus Osttimor, Mitglied der Partido Democrático (PD)
- Jacinta Sandiford (1932–1987), ecuadorianische Hochspringerin
- Jacinta Wawatai (* 1992), neuseeländische Schauspielerin